# 國道249號
國道249號為起於石川縣七尾市，繞行能登半島終於石川縣金澤市的一般國道。
國道159號與之同起迄，但國道249號長度近國道159號之4倍。

## 概要
- 陸上距離：248.8km
- 起點：石川縣七尾市（川原町交差點＝國道159號起點、國道160號終點）
- 終點：石川縣金澤市（武藏交差點＝國道159號終點、國道157號起點）
- 指定路段：國道159號共線路段

## 歷史
- 1956年7月10日 - 二級國道249號七尾珠洲金澤線（石川縣七尾市 - 石川縣金澤市）指定。
- 1965年4月1日 - 成為一般國道249號。

## 共線路段
- 國道159號（寶達志水町免田 - 終點）

## 連接路線
- 能越自動車道（七尾市田鶴濱IC）
- 能登里山海道（羽咋市柳田IC）
- 國道8號（河北郡津幡町舟橋舟橋JCT、金澤市今町今町JCT）
- 國道157號（金澤市むさし交差點）
- 國道159號（七尾市川原町交差點・寶達志水町免田交差點）
- 國道160號（七尾市川原町交差點）
- 國道304號（金澤市森本IC口交差點）
- 國道359號（金澤市橋場交差點、森本IC口交差點）
- 國道415號（現道）（羽咋市中央町南交差點）
- 國道415號（新道）（羽咋市兵庫町交差點）
- 國道471號（羽咋郡寶達志水町宿）

## 通過市町村
- 石川縣
  - 七尾市 - 鳳珠郡穴水町 - 鳳珠郡能登町 - 珠洲市 - 輪島市 - 羽咋郡志賀町 - 羽咋市 - 羽咋郡寶達志水町 - 河北市 - 河北郡津幡町 - 金澤市

## 繞道
- 藤橋繞道
- 七尾田鶴濱繞道
- 松波鵜島繞道
- 大谷道路
- 輪島繞道
- 荒屋繞道
- 津幡繞道
- 金澤外環狀道路山側幹線（通稱「山側環狀」）金澤東部環狀道路

## 關聯項目
- 中部地方道路列表